# Ifjabb Szophoklész
Ifjabb Szophoklész (nevének átírásváltozata: Sophoklés; i. e. 4. század) görög tragédia- és elégiaköltő. A híres tragédiaköltő, Szophoklész unokája volt. Egyes források apjaként Arisztónt, mások a szintén tragédiaköltő Iophónt jelölik meg.
Életéről keveset tudunk. Állítólag negyven tragédia és néhány elégia megírása fűződik a nevéhez. Noha tragédiáival többször győzelmet aratott, ezeknek sem címei, sem töredékei nem maradtak fenn. Nagyapja halála után  ő vitte színre annak Oidipusz Kolónoszban című darabját.